# Fred Hersch

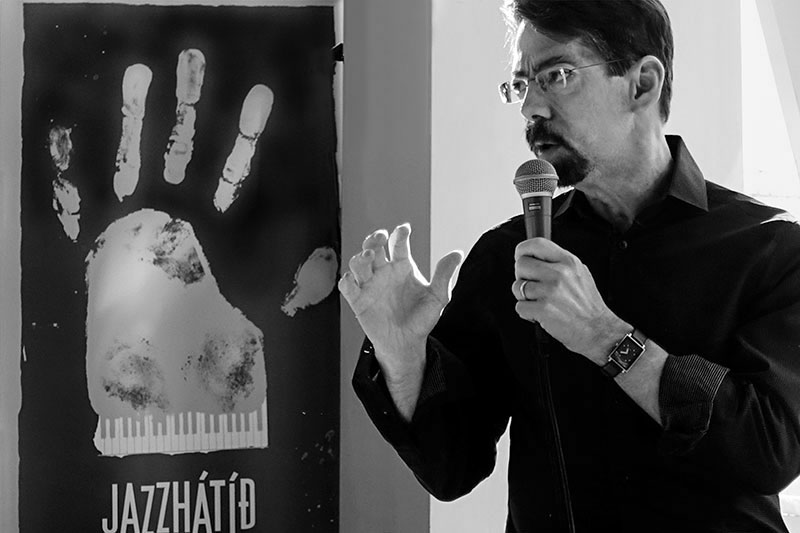
Fred Hersch (Reykjavik Jazz Festival 2017)

Fred Hersch (* 21. Oktober 1955 in Cincinnati, Ohio) ist ein der New Yorker Jazzszene zugehöriger US-amerikanischer Jazzpianist und -komponist. Bekannt als Grenzgänger zwischen Jazz und Klassik hat sich der von Bill Evans beeinflusste Pianist einem impressionistischen Stil verschrieben.

## Biografie
Nachdem Fred Hersch bereits im Alter von vier Jahren mit dem Klavierspiel begonnen hatte, besucht er als junger Mann bis zu seinem Abschluss 1977 das New England Conservatory in Boston. Anschließend lebte er in New York, wo er innerhalb kurzer Zeit zu einem gefragten Pianisten avancierte. Hersch trat zu dieser Zeit als Begleitmusiker bei Bandprojekten von Stan Getz, Joe Henderson, Jane Ira Bloom, Toots Thielemans, Gary Burton, Art Farmer oder Charlie Haden in Erscheinung. Bald erregte Hersch auch durch seine eigenen Kompositionen, Bandprojekte und insbesondere mit seinen Soloprogrammen internationale Aufmerksamkeit, wie seine Alben mit Monk- oder Rodgers-und-Hammerstein-Interpretationen 1996/97. Bislang ist Fred Hersch bei über 25 Alben als Solokünstler oder Bandleader sowie bei über hundert Alben als Begleit- oder Gastmusiker beteiligt gewesen. Als erstem Musiker wurde ihm die Ehre zuteil, in dem bekannten New Yorker Jazzclub Village Vanguard eine Woche mit seinem Solo-Pianoprogramm aufzutreten. Zu hören ist er u. a. auch auf John Héberts Album Sounds of Love (2022) und Nadje Noordhuis’ Full Circle (2022).
Hersch ist bekannt für narrative melodische Improvisation im Jazz. Verschiedene Projekte mit Musikern aus dem Bereich der Klassik – zu nennen sind der Konzertpianist Jeffrey Kahane oder die Geigerin Nadja Salerno-Sonnenberg – oder Soloprogrammen zusammen mit verschiedenen Orchestern zeugen von der Vielseitigkeit des Pianisten Hersch.
Als Lehrer unterrichtet Hersch über zehn Jahre am New England Conservatory in Boston, an der New School, der Manhattan School of Music sowie der Western Michigan University. Einer seiner bekanntesten Schüler ist der amerikanische Pianist Brad Mehldau.
Als einer von wenigen homosexuellen Jazzmusikern, die sich persönlich in der Öffentlichkeit geoutet haben, setzt sich Hersch nach eigener HIV-Diagnose in vielen Projekten für AIDS-Kranke ein. Bereits die Einnahmen von vier seiner CD-Veröffentlichungen werden zur finanziellen Unterstützung verschiedener Organisationen verwendet.
Der Dokumentarfilm „The Ballad of Fred Hersch“ wurde 2016 beim Full Frame Film Festival uraufgeführt. Seine Autobiographie Good Things Happen Slowly wurde im Jahr 2017 von Crown Books / Random House veröffentlicht.

## Preise und Auszeichnungen
Hersch wurde bisher zehnmal für einen Grammy nominiert, sowohl für die beste instrumentale Jazzaufnahme als auch für die beste Instrumentalkomposition.  Sein Album Fred Hersch Solo von 2015 gewann einen Coup de Coeur der Akademie Charles Cros ebenso wie den französischen Grand Prix der französischen Académie du Jazz. Für seine Kompositionen erhielt er 2003 eine Guggenheim-Fellowship. 2016 zeichnete ihn die Jazz Journalists Association als „Jazzpianist des Jahres“ aus.

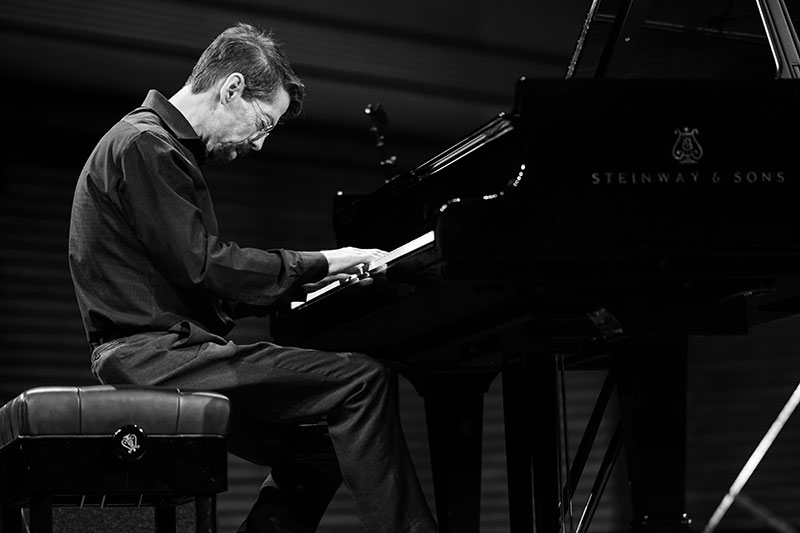
Fred Hersch (2017)

## Diskographische Hinweise
- 1988 – Etc. (Red Records) mit Jeff Hirshfield
- 1993 – At Maybeck Vol. 31 (Concord) solo
- 1994 – Last Night When We're Young (Classical Action) mit Phil Woods, George Shearing, Rufus Reid
- 1995 – Point in Time (Enja) mit Dave Douglas
- 1996 – Fred Hersch Plays Rogers and Hammerstein (Nonesuch)
- 1997 – Thelonious: Fred Hersch Plays Monk (Nonesuch)
- 1998 – Let Yourself Go (Nonesuch) solo
- 2000 – Songs without Words (Nonesuch)
- 2010 – Alone at the Vanguard (Palmetto, solo)
- 2013 – Free Flying (Palmetto, mit Julian Lage)
- 2016 – Sunday Night at the Vanguard (Palmetto, mit John Hébert und Eric McPherson)
- 2017 – Open Book (Palmetto, solo)
- 2018 – Heartsongs (Sunnyside)
- 2019 – Begin Again, mit der WDR Bigband, arrangiert und geleitet von Vince Mendoza (Palmetto)
- 2020 – The Fred Hersch Trio: 10 Years/6 Discs (Palmetto, rec. 2010–2018)
- 2020 – Songs from Home (Palmetto)
- 2021 – Breath by Breath (Palmetto)[4]
- 2022 – Enrico Rava / Fred Hersch: The Song is You (ECM)[5]
- 2023 – Fred Hersch & Esperanza Spalding: Alive at the Village Vanguard (Palmetto)[6]
- 2024 – Silent, Listening (ECM) solo

## Publikationen
- Fred Hersch: Good Things Happen Slowly: A Life In and Out of Jazz. Crown Archetype, 2017

## Belege
1. ↑  Ben Ratliff, Jazz and Pop Critic on Does Rhythm Overwhelm Melody?, New York Times vom 12. Januar 2009, abgerufen am 11. Juni 2015
2. ↑  Di. 16.05.17 (20:00h), Riverside Studios Cologne : Fred Hersch Trio feat. John Hébert & Eric McPherson. Archiviert vom Original am 28. September 2017; abgerufen am 26. September 2022 (deutsch).
3. ↑  Chartquellen: Schweiz
4. ↑  Mauretta Heinzelmann: Natürlich und organisch (Jazz-CD der Woche). NDR, 7. Januar 2020, abgerufen am 9. Januar 2022.
5. ↑  Reinhard Köchl: Enrico Rava / Fred Hersch The Song is You (ECM). In: Jazz thing. 9. Januar 2023, abgerufen am 11. Januar 2023.
6. ↑  Reinhard Köchl: Fred Hersch & Esperanza Spalding Alive At The Village Vanguard (Palmetto/Broken Silence). In: Jazz thing. 2. Februar 2023, abgerufen am 4. Februar 2023.

| Personendaten    | Personendaten                 |
| ---------------- | ----------------------------- |
| NAME             | Hersch, Fred                  |
| KURZBESCHREIBUNG | US-amerikanischer Jazzpianist |
| GEBURTSDATUM     | 21. Oktober 1955              |
| GEBURTSORT       | Cincinnati                    |